# Hieronim Eugeniusz Wyczawski
Hieronim Eugeniusz Wyczawski (ur. 2 marca 1918 w Wiązownicy, zm. 8 lutego 1993 w Warszawie) – polski bernardyn, profesor nauk teologicznych, historyk Kościoła, profesor zwyczajny Akademii Teologii Katolickiej w Warszawie, w latach 1964–1966 dziekan Wydziału Teologicznego tej uczelni.

## Życiorys

### Rodzina i wykształcenie
Był synem Jana (oficer w garnizonie armii austriackiej w Przemyślu, zginął w sierpniu 1918 na froncie włoskim) i Marii z Sobalów. Po śmierci ojca rodzina przeniosła się do Wiązownicy, gdzie Eugeniusz ukończył szkołę powszechną. Od 1928 mieszkali w Jarosławiu i tutaj uczęszczał do gimnazjum staroklasycznego. Po śmierci matki w 1932 podjął decyzję o wstąpieniu do bernardynów w Leżajsku (4 września 1933). Po odbyciu nowicjatu uczył się w gimnazjum bernardynów w Sokalu. Maturę zdał jako ekstern pod koniec maja 1937 w tamtejszym Państwowym Gimnazjum Koedukacyjnym im. Antoniego Malczewskiego.
Po maturze odbył studia filozoficzno-teologiczne w Wyższym Seminarium Duchownym OO. Bernardynów we Lwowie. Tutaj też złożył śluby zakonne (12 marca 1939). Wybuch II wojny światowej spowodował, że znalazł się w Kalwarii Zebrzydowskiej, gdzie kontynuował studia. Święcenia kapłańskie przyjął 8 czerwca 1941 w Krakowie. Ujawnione w czasie edukacji gimnazjalnej talenty do języków (łacina, greka, hebrajski) sprawiły, że w kalwaryjskim klasztorze nauczał kleryków greki i hebrajskiego. Jednocześnie pod kierunkiem ks. Tadeusza Glemmy studiował historię Kościoła. Po zakończeniu wojny 25 lipca 1945 uzyskał na Uniwersytecie Jagiellońskim tytuł magistra teologii (praca dyplomowa pt. Kościelne dzieje Wiązownicy). 12 lutego 1947 obronił doktorat z teologii na podstawie pracy Dzieje Kalwarii Zebrzydowskiej. Od 1945 był nauczycielem akademickim Wydziału Teologicznego UJ w Katedrze Historii Kościoła i w Katedrze Historii Kościoła Powszechnego (pierwsza kierowana przez ks. Glemmę, druga – ks. Jana Długosza).  W 1952 uzyskał habilitację (monografia pt. Biskup Piotr Gembicki). Nominację na profesora zwyczajnego uzyskał w 1975 (chociaż wniosek do awansu złożono już w 1966).

### Działalność naukowa i zakonna
Od 1950 był sekretarzem naukowym pisma Polonia Sacra. Po utworzeniu w Warszawie Akademii Teologii Katolickiej został tam przeniesiony w 1954 i dojeżdżał z Krakowa. W 1957 zrezygnował z wykładów, biorąc urlop bezpłatny (było to związane z niezgodnością funkcjonowania uczelni z przepisami prawa kanonicznego). W tym samym roku został gwardianem w Krakowie i archiwariuszem prowincji. Obowiązki te pochłonęły go na tyle, że zawiesił swoją aktywność naukową. W 1960 zrezygnował z pełnienia funkcji zakonnych i w 1961 przeniósł się do klasztoru bernardynów w Warszawie przy ul. Czerniakowskiej 2, by podjąć na nowo obowiązki wykładowcy na ATK. Jego działalność dydaktyczna koncentrowała się wokół historii Kościoła oraz nauk pomocniczych historii. Prowadził również seminarium dla magistrantów i doktorantów. Wykłady prowadził do 1991.